# Maraval
Pour les articles homonymes, voir Maraval (homonymie).
Maraval  est le nom d'un hybride naturel de châtaignier (synonyme CA 74), croisement entre un châtaignier européen (Castanea sativa) et japonais (Castanea crenata).
Cette variété obtenue à Lalevade-d'Ardèche en 1986 par l'INRA est surtout utilisée comme porte-greffe en raison de sa bonne compatibilité avec de nombreuses variétés.
Maraval donne un gros fruit acajou de forme triangulaire à elliptique triangulaire. Il se conserve bien. Epluchage médiocre mais bon à l'eau bouillante. Son fruit peut être aussi bien utilisé en frais que pour la transformation.

## Culture
L'arbre de vigueur moyenne tend à flécher sans se ramifier. Il est peu exigeant pour la qualité du sol et met à fruits vers 4 à 5 ans.
Ses fleurs mâles sont longistaminées mais son pollen est peu fertile.

## Aire de culture
Régions chaudes telles que Gironde, Dordogne, Pyrénées-Atlantiques, Midi-Pyrénées sans dépasser 250 à 300 m d'altitude, mais craint le gel dans les situations océaniques où l'hiver est trop doux.

## Caractéristiques
Son débourrement précoce lui fait craindre le gel printanier. Il résiste bien à la rouille des feuilles et à la maladie de l'encre.
Sa vigueur moyenne et ses faibles exigences permettent une densification au verger plus importante que d'autres hybrides tel Marigoule.
Comme porte-greffe, il est :
- compatible avec les variétés Bouche de Bétizac, Bournette, Précoce Migoule, Maridonne, Fertil
- incompatible avec Marigoule, Primato[1]